# Marquis Dendy
Marquis Dendy (ur. 17 listopada 1992 w Middletown) – amerykański lekkoatleta specjalizujący się w skoku w dal i trójskoku.
W 2010 zajął 8. miejsce w konkursie trójskoku podczas juniorskich mistrzostw świata w Moncton. Złoty medalista młodzieżowych mistrzostw NACAC z Irapuato w skoku w dal (2012). W 2016 został halowym mistrzem świata w skoku w dal. Rok później na eliminacjach zakończył udział podczas rozgrywanych w Londynie mistrzostwach świata.
Złoty medalista mistrzostw USA i czempionatu NCAA.

## Osiągnięcia
| Rok  | Impreza                       | Miejsce    | Konkurencja | Lokata            | Wynik |
| ---- | ----------------------------- | ---------- | ----------- | ----------------- | ----- |
| 2010 | Mistrzostwa świata juniorów   | Moncton    | trójskok    | 8. miejsce        | 15,53 |
| 2012 | Młodzieżowe mistrzostwa NACAC | Irapuato   | skok w dal  | 1. miejsce        | 7,68  |
| 2013 | Mistrzostwa świata            | Moskwa     | skok w dal  | el. – 27. miejsce | 7,36  |
| 2015 | Mistrzostwa świata            | Pekin      | skok w dal  | el. – 21. miejsce | 7,78  |
| 2015 | Mistrzostwa świata            | Pekin      | trójskok    | el. – 13. miejsce | 16,73 |
| 2016 | Halowe mistrzostwa świata     | Portland   | skok w dal  | 1. miejsce        | 8,26  |
| 2017 | Mistrzostwa świata            | Londyn     | skok w dal  | el. – 20. miejsce | 7,78  |
| 2018 | Halowe mistrzostwa świata     | Birmingham | skok w dal  | 3. miejsce        | 8,42  |
| 2018 | Mistrzostwa NACAC             | Toronto    | skok w dal  | 1. miejsce        | 8,29  |
| 2021 | Igrzyska olimpijskie          | Tokio      | skok w dal  | el. – 19. miejsce | 7,85  |
| 2022 | Halowe mistrzostwa świata     | Belgrad    | skok w dal  | 3. miejsce        | 8,27  |
| 2022 | Mistrzostwa świata            | Eugene     | skok w dal  | 6. miejsce        | 8,02  |
| 2023 | Mistrzostwa świata            | Budapeszt  | skok w dal  | 12. miejsce       | 7,62  |

## Rekordy życiowe
Stadion
- skok w dal – 8,42 (3 lipca 2016, Eugene) / 8,68w (25 czerwca 2015, Eugene)
- trójskok – 17,50 (12 czerwca 2015, Eugene) / 17,71w (12 czerwca 2015, Eugene)

Hala
- skok w dal – 8,42 (2 marca 2018, Birmingham)
- trójskok – 17,37 (14 marca 2015, Fayetteville)